# Yasukazu Hamada

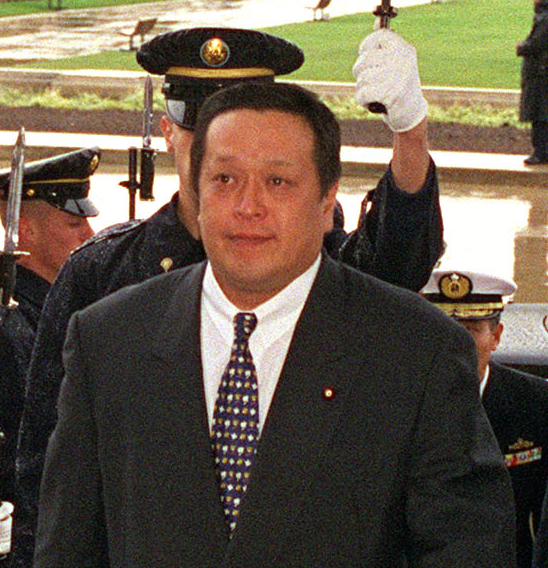
Yasukazu Hamada (1998)

Yasukazu Hamada (jap. 浜田 靖一 Hamada Yasukazu; * 21. Oktober 1955 in Futtsu, Präfektur Chiba) ist ein japanischer Politiker der Liberaldemokratischen Partei (LDP), Abgeordneter des Shūgiin, des Unterhauses der Nationalversammlung, für den 12. Wahlkreis von Chiba und ehemaliger Verteidigungsminister seines Landes. Innerhalb der LDP gehört er keiner Faktion an.

## Leben
Hamada ist der Sohn des Shūgiin-Abgeordneten Kōichi Hamada. Nach seinem Studium am Hillsdale College in Hillsdale, Michigan, und der Senshū-Universität in Chiyoda, Tokio arbeitete Hamada ab 1980 zunächst im Abgeordnetenbüro von Finanzminister Michio Watanabe, ab 1982 dann als Sekretär von Finanzminister Takeshita Noboru. Zwei Jahre später wurde er schließlich erster Sekretär seines Vaters.
Bei der Shūgiin-Wahl 1993 wurde Yasukazu Hamada selbst erstmals ins Shūgiin gewählt, zunächst im SNTV-Fünfmandatswahlkreis Chiba 3 neben den LDP-Kandidaten Eisuke Mori, Shōzaburō Nakamura und Kazuya Ishibashi und einem Sozialisten. Seit 1996 bestreitet er den neuen FPTP-Einmandatswahlkreis Chiba 12, den er sich zunächst nach der sogenannten „Costa-Rica-Methode“ mit Shōzaburō Nakamura abwechselnd teilen sollte und bei der Wahl 2000 nur im Verhältniswahlblock Süd-Kantō kandidierte. Mit dem Rückzug Nakamuras zur Shūgiin-Wahl 2005 wurde Hamada der alleinige LDP-Kandidat in Chiba 12. Er verteidigte den Sitz bis einschließlich 2024 mit absoluten Mehrheiten. 1998 war er parlamentarischer Staatssekretär (seimujikan) in der Verteidigungsbehörde, dem Vorläufer des Verteidigungsministeriums, 2003 unter Shigeru Ishiba Staatssekretär (fuku-chōkan). In der LDP war Hamada 2001 stellvertretender Vorsitzender des politischen Forschungsausschusses (PARC), 2004 stellvertretender Vorsitzender des Komitees für Parlamentsangelegenheiten.
Im September 2008 berief ihn Premierminister Tarō Asō als Verteidigungsminister in sein Kabinett. Dies war Hamadas erster Kabinettsposten. Er wurde 2022 in die gleiche Position unter dem Kabinett von Premierminister Fumio Kishida berufen und blieb bis zur erneuten Regierungsumbildung im September 2023 im Amt. Im Dezember ersetzte er den skandalbedingt zurückgetretenen Tsuyoshi Takagi als Vorsitzender des Komitees für Parlamentsangelegenheiten der LDP und blieb bis zum Ende von Kishidas Amtszeit 2024 im Amt. Nach der Shūgiin-Wahl 2024 übernahm er den Vorsitz im Shūgiin-Geschäftsordnungsausschuss.